# Beleg van Heusden (1358-1359)
Het Beleg van Heusden vond plaats tijdens de Hoekse en Kabeljauwse twisten tussen 1 september 1358 en 20 februari 1359. Floris van Borselen, een Kabeljauwse edele, was slotvoogd van het kasteel in de latere vestingstad Heusden. Hij werd daar belegerd door mannen in dienst van Albrecht van Beieren.

## Achtergrond
De achtergronden van de belegering van Heusden in 1358 zijn feitelijk onbekend. De 17e-eeuwse kroniekschrijver Wouter van Gouthoeven stelt dat Floris van Borselen een van de breinen achter de mislukt moordaanslag op baljuw Reinoud I van Brederode was. Een van zijn voorgangers, de 15e-eeuwse Johannes a Leydis schrijft echter dat Van Borselen onderdak verleende aan Kabeljauwen die uit Delft waren gevlucht en zo een belegering door Albrecht van Beieren over zich af riep. De hedendaagse geschiedkundige Ronald de Graaf komt met de verklaring dat Van Borselen weigerde waardevolle documenten en het grafelijke zegel af te geven die hij als voormalig kanselier van graaf Willem V van Holland in zijn bezit had.
De burcht was Floris van Borselen toegevallen nadat hij in 1357 onderhandelingen had gevoerd in opdracht van Willem V met de toenmalige bezitter Johanna van Brabant. De burcht ging daarna over in Hollandse handen en Floris werd benoemd tot kastelein. Gelegen aan de afgedamde Oude- en de Andelsche Maas op slechts 15 km van 's-Hertogenbosch, was het strategisch gelegen Heusden de hoeksteen voor de bescherming van de in zuidelijk Holland gelegen Groote of Hollandsche Waard. Als men er de dijken zou doorsteken, kwam een gebied van 20 tot 40 kilometer onder water te staan.

## Het beleg
Vanaf zaterdag 1 september gingen er oproepen de deur uit om een leger op de been te brengen, gevolgd door herinneringen op 18 september, 18 oktober en 12 november. Albrecht van Beieren stuurde er steeds gezanten met brieven en dwangbevelen op uit, maar veel groter leek het leger niet te worden. Om alle steden en edelen aan te schrijven werden vier hofschrijvers aan het werk gezet. Het kwam zelfs zover dat Albrecht op zaterdag 1 december 1358 zijn minister Jan van den Bos naar de baljuws van Rijnland, Delfland en Zuid-Holland moest sturen voor een laatste waarschuwing om troepen te leveren. Toen Albrecht in het noorden tot ingrijpen bij slot Heemskerk moest overgaan omdat de West-Friezen daar aanvielen moest hij bovendien de manschappen uit Kennemerland daarheen terug roepen. Vervolgens bleef het een komen en gaan van diverse heren met hun soldaten.
Heusden was niet met een eenvoudige stormloop in te nemen. In de slotgracht van het kasteel was bijvoorbeeld onder de waterlijn een dam gemetseld om de toegang tot de ophaalbrug te verhinderen. Burcht en voorburcht werden verdedigd vanuit een zware losstaande achthoekige toren met schietgaten in de dikke muren. Hoeveel manschappen Floris van Borselen bij de verdediging terzijde stonden is niet bekend. De omvang van Albrechts troepenmacht staat evenmin vast. Wel zijn er enkele edelen met name bekend met 20 tot 50 man aanwezig waren. De belegering die ruim 150 dagen duurde werd niet gekenmerkt door spectaculaire aan- of uitvallen. Dat er zwaar geschut gebruikt is bewijzen opgravingen uit 1948, waarbij in de grachten van het voormalige kasteel slingerstenen en andere voorwerpen werden gevonden. Slechts het feit dat Arent van Ammerzoden net na kerstmis alle klokken in de naburige dorpen liet luiden om mannen op te roepen voor een poging het stadje te ontzetten heeft de geschiedenisboeken gehaald. Een serieuze ontzetpoging was het niet. Inmiddels was Dirk van Polanen naar Heusden gestuurd om het beleg namens van Albrecht van Beieren tot een goed einde te brengen.
Op 25 januari 1359 beloofde Floris de burcht en het grafelijke zegel alsmede enkele charters en documenten over te zullen dragen. Hij moest wel, want hij en zijn manschappen leden groot gebrek. Bovendien deed Albrecht er alles aan om een overgave zo aantrekkelijk mogelijk te maken. De Kabeljauwen kwam er daardoor genadig vanaf, ze behielden het leven en kregen een vrije aftocht. Van Borselen ontving zelfs een afkoopsom van 10.000 Brusselse schilden.

## Nasleep
Enkele weken nadat de burcht was overgegeven arriveerde op 14 februari 1359 een ontzettingsmacht onder aanvoering van Gijsbrecht II van Nijenrode. Deze zag dat het kasteel in handen was van Albrechts manschappen en blies de aftocht. In de tussentijd was ook het Beleg van Heemskerk begonnen, in slot Heemskerk verborgen zich de uitvoerders van de aanslag op Reinoud I van Brederode. Reinoud toog zelf naar het kasteel met een aantal manschappen om het te belegeren. Ook door het beleg van Delft liep de spanning hoog op. De Hoekse en Kabeljauwse twisten zouden nog vele tientallen jaren de gemoederen bezighouden.